# Lorenzo Carpi
Lorenzo Carpi (1954) è un terrorista italiano appartenente alle Brigate Rosse con il nome di battaglia di Elio.

## Biografia
Lorenzo Carpi, che nel 1979 è uno studente di Medicina, è stato l'autista del commando di brigatisti che il 24 gennaio 1979 ha ucciso l'operaio dell'Italsider, sindacalista della CGIL e militante del PCI Guido Rossa. Insieme a lui c'erano Vincenzo Guagliardo e Riccardo Dura. Viene considerato latitante dall'autunno del 1980. Su di lui pende una condanna all'ergastolo per tre agguati e ad altri 16 anni per il ferimento di Roberto Della Rocca.
Nell'aprile del 2019 il procuratore capo di Genova Francesco Cozzi ha aperto una nuova indagine per "associazione con finalità di terrorismo" con l'intento di rintracciare il latitante.